# Fussballclub Winterthur 2014-2015
Questa voce raccoglie le informazioni riguardanti il Fussballclub Winterthur nelle competizioni ufficiali della stagione 2014-2015.

## Stagione

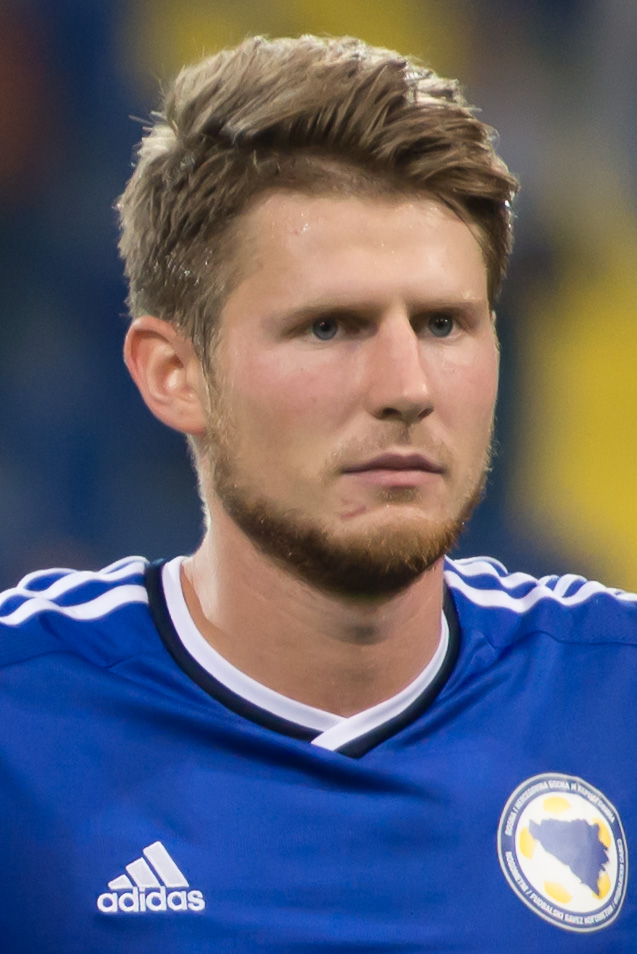
Il nuovo acquisto Sead Hajrović in occasione di una partita con la nazionale Under-21 della Bosnia-Erzegovina

### Preparazione
Sebbene circolassero già voci in merito, l'avvenimento più importante della preparazione venne reso noto appena due settimane prima dell'inizio del campionato: dopo cinque anni e la deludente passata stagione, la società decise di separarsi dall'allenatore Boro Kuzmanovic, sostituendolo con il tedesco Jürgen Seeberger. Alla sua ultima esperienza in Svizzera condusse lo Sciaffusa dalla terza divisione in Super League. Rimase in seguito disoccupato dopo che il Darmstadt lo esonerò nel dicembre 2012.
In ottica mercato venne da tempo definito il trasferimento dal Grasshoppers di Sead Hajrović, fratello minore del più noto Izet. Figurarono inoltre gli acquisti di João Paiva, capocannoniere del Wohlen nella passata stagione, e Dennis Iapichino, difensore centrale proveniente dal Basilea. Per quanto riguarda i portieri si giunse, in pratica, ad uno scambio con il Thun: mentre Christian Leite lasciò il Winterthur in direzione Oberland Bernese, David Moser, all'epoca secondo portiere uscente dei bernesi, si accasò tra le file dei leoni. La cessione più celebre fu quella del difensore Savvas Exouzidīs, il quale non rientrò nei piani di Seeberger a causa della sua età avanzata. Dopo l'esonero di Kuzmanovic, lasciò altrettanto la società il figlio Kristian che fu ceduto al Vaduz. Nelle partite di preparazione il Winterthur ebbe la possibilità di confrontarsi con avversari di tutto rispetto, ottenendo un bilancio abbastanza positivo: tre vittorie contro il Grasshoppers, il Tuggen e il Freiburg, due sconfitte contro il Lucerna e lo Young Boys e due pareggi contro il Regensburg e lo Zurigo.

### Girone di andata
La prima giornata ebbe luogo il 21 luglio, in una Schützenwiese a capienza ridotta per via dei lavori di ristrutturazione e ammodernamento dell'impianto. Alla fine dei novanta minuti, il Winterthur vinse con un netto 4-0 ai danni del Wil, dando origine a uno dei migliori inizi di stagione della sua storia: dopo dieci partite infatti, il bilancio complessivo era di 19 punti, frutto di sei vittorie, un pareggio e tre sconfitte. Ciò vide la squadra spingersi fino al 2º posto in classifica con cinque punti di distacco dal sorprendente leader Wohlen. Dopodiché i leoni entrarono in una fase calante con sole due vittorie nelle restanti otto partite, per cui il distacco dalla capolista aumentò a nove punti. La squadra chiuse il girone di andata come quarta forza del campionato, eppure fu già da considerarsi esclusa tra i candidati alla promozione. Ciò nonostante, l'andamento nella prima fase venne comunque giudicato positivo in confronto alla passata stagione. Pure l'allenatore Seeberger diede una buona prima impressione, mentre il quotidiano cittadino Der Landbote rese omaggio all'attaccante Patrick Bengondo, evidenziando la sua notevole prolificità sotto porta.

### Girone di ritorno
La preparazione per il girone di ritorno prese il via con la consueta partecipazione del FCW al Hallenmasters, un torneo di calcio indoor che si svolge annualmente a Winterthur, dove perse la finale contro lo Sciaffua con il risultato di 3-7. Successivamente la squadra fu impegnata nelle tradizionali amichevoli: alle vittorie contro lo YF Juventus, il Tuggen e il TSV Havelse, società di Hannover, seguirono, oltre ai pareggi contro il Grasshoppers e i polacchi del Ruch Chorzów, le sconfitte contro il San Gallo e il St. Pauli. In quest'ultima amichevole, disputata durante il ritiro a Belek in Turchia, notevole fu il primo gol segnato dai tedeschi, passati in vantaggio dopo appena cinque secondi con un tiro da centrocampo. Durante il calciomercato invernale vennero inoltre prelevati la punta Christian Fassnacht, proveniente dal Tuggen, e il centrocampista Marco Trachsler dalla primavera del Grasshoppers. Nello staff dell'area tecnica venne reso noto l'ingaggio di Urs Wolfensberger come nuovo vice allenatore.
La ripresa del campionato vide un Winterthur in chiaroscuro rispetto al girone di andata. Le prime sette partite furono un'alternanza formata da tre vittorie, un pareggio e due sconfitte, mentre in quelle successive la squadra crollò drasticamente, conquistando un unico punto in sei giornate di campionato. Bisognava tornare indietro alla stagione 2003-2004 per trovare un rendimento peggiore. Nonostante questa fase avara di vittorie, la squadra riuscì addirittura a mantenere la propria posizione in classifica. In compenso i punti di distacco dalla capolista aumentarono da 11 a 33 lunghezze e il Winterthur perse completamente l'aggancio al vertice. Nemmeno i 14 punti conquistati nelle restanti sei partite bastarono a smuovere la classifica.
Infine il Winterthur concluse il campionato al 4º posto in classifica con un bottino complessivo di 53 punti - 22 in meno del Lugano, promosso in Super League. Come da tradizione, il quotidiano Der Landbote diede il suo giudizio in merito alla stagione, ritenendola comunque «ordinata». Tuttavia non tardò ad evidenziare come alla squadra continuasse a mancare una «mentalità vincente». Curiosa fu la differenza di rendimento offerta dal FCW: mentre tra le mura amiche si rivelò essere la seconda forza del campionato, dietro al solo Lugano, lo stesso non si poteva dire per le gare in trasferta, risultando penultimo appena un punto sopra al Bienne, ultimo classificato.

## Rosa
| N. |                                 | Ruolo | Calciatore         |
| -- | ------------------------------- | ----- | ------------------ |
| 1  | Svizzera (bandiera)             | P     | Matthias Minder    |
| 1  | Svizzera (bandiera)             | P     | David Moser        |
| 3  | Brasile (bandiera)              | D     | Paulinho           |
| 4  | Bosnia ed Erzegovina (bandiera) | D     | Sead Hajrović      |
| 5  | Svizzera (bandiera)             | D     | Stefan Iten        |
| 7  | Svizzera (bandiera)             | C     | Tunahan Çiçek      |
| 7  | Kosovo (bandiera)               | C     | Kristian Nushi     |
| 8  | Svizzera (bandiera)             | C     | Antonio Marchesano |
| 9  | Svizzera (bandiera)             | A     | Patrick Bengondo   |
| 10 | Francia (bandiera)              | C     | Amin Tighazoui     |
| 11 | Portogallo (bandiera)           | A     | Paiva              |
| 13 | Svizzera (bandiera)             | C     | Gianluca D'Angelo  |
| 14 | Svizzera (bandiera)             | C     | Patrik Schuler     |
| 15 | Svizzera (bandiera)             | D     | Dennis Iapichino   |

| N. |                     | Ruolo | Calciatore          |
| -- | ------------------- | ----- | ------------------- |
| 16 | Svizzera (bandiera) | A     | Christian Fassnacht |
| 17 | Austria (bandiera)  | D     | Marco Köfler        |
| 18 | Svizzera (bandiera) | P     | Yannick Bünzli      |
| 19 | Croazia (bandiera)  | C     | Mario Budimir       |
| 20 | Svizzera (bandiera) | C     | Sandro Foschini     |
| 21 | Svizzera (bandiera) | D     | Patrik Baumann      |
| 22 | Svizzera (bandiera) | C     | Stefano Milani      |
| 23 | Svizzera (bandiera) | D     | Jan Elvedi          |
| 24 | Svizzera (bandiera) | A     | Genc Krasniqi       |
| 25 | Svizzera (bandiera) | D     | Manuel Akanji       |
| 27 | Svizzera (bandiera) | D     | Tobias Schättin     |
| 28 | Svizzera (bandiera) | D     | Tiziano Lanza       |
| 30 | Svizzera (bandiera) | C     | Marco Trachsel      |
| 30 | Svizzera (bandiera) | A     | Simon Mesonero      |

## Maglie e sponsor
Il fornitore ufficiale di materiale tecnico per la stagione 2014-2015 è Gpard, mentre lo sponsor di maglia è Keller AG für Druckmesstechnik.
| 1ª divisa | 2ª divisa |

## Organigramma societario
Area tecnica
- Allenatore: Jürgen Seeberger
- Allenatore in seconda: Urs Wolfensberger
- Preparatore dei portieri: Paolo Cesari
- Preparatori atletici:

## Calciomercato

### Sessione estiva
| Acquisti | Acquisti            | Acquisti      | Acquisti |
| R.       | Nome                | da            | Modalità |
| -------- | ------------------- | ------------- | -------- |
| C        | Sandro Foschini     | Aarau         |          |
| C        | Stefano Milani      | Wohlen        |          |
| D        | Jan Elvedi          | Winterthur II |          |
| D        | Sead Hajrović       | Grasshoppers  |          |
| D        | Marco Köfler        | Kapfenberger  |          |
| P        | David Moser         | Thun          |          |
| A        | Paiva               | Wohlen        |          |
| D        | Aleksandar Zarković | Locarno       |          |

| Cessioni | Cessioni            | Cessioni      | Cessioni |
| R.       | Nome                | a             | Modalità |
| -------- | ------------------- | ------------- | -------- |
| D        | Aleksandar Zarković | Sciaffusa     |          |
| C        | Kristian Kuzmanovic | Vaduz         |          |
| C        | Marco Aratore       | San Gallo     |          |
| P        | Christian Leite     | Thun          |          |
| D        | Jonas Elmer         | Bienne        |          |
| D        | Savvas Exouzidīs    | Wohlen        |          |
| D        | Simon Grether       | Wohlen        |          |
| A        | Janko Pacar         | Chiasso       |          |
| D        | Daniel Sereinig     | FC Schwarzach |          |
| C        | Nicola Zuffi        | YF Juventus   |          |

### Sessione invernale
| Acquisti | Acquisti       | Acquisti        | Acquisti |
| R.       | Nome           | da              | Modalità |
| -------- | -------------- | --------------- | -------- |
| C        | Marco Trachsel | Grasshoppers II |          |

| Cessioni | Cessioni | Cessioni | Cessioni |
| R.       | Nome     | a        | Modalità |
| -------- | -------- | -------- | -------- |

## Risultati

### Challenge League

#### Prima fase, girone di andata
| Arbitro: | Fähndrich |

|                                 |           |  |
| Paiva 7’, 36’, 79’ Bengondo 60’ | Marcatori |  |

| Arbitro: | Schnyder |

|                         |           |                    |
| da Silva 2’ (rig.), 16’ | Marcatori | 9’ (rig.) Bengondo |

| Arbitro: | Amhof |

|           |           |  |
| Paiva 25’ | Marcatori |  |

| Arbitro: | Fähndrich |

|                                                  |           |                                        |
| Bengondo 20’ Çiçek 54’ D'Angelo 83’ Paulinho 87’ | Marcatori | 41’ Sejmenović 44’ Peyretti 75’ Safari |

| Ginevra 13 agosto 2014, ore 19:45 CEST 5ª giornata | Servette  | 0 – 0 referto | Winterthur | Stade de Genève (2 432 spett.)\| Arbitro: \| Erlachner \| |
| Arbitro:                                           | Erlachner |               |            |                                                           |

| Arbitro: | Gut |

|  |           |                       |
|  | Marcatori | 1’ Brahimi 90’ Ramizi |

| Arbitro: | Superczynski |

|           |           |                                          |
| Miani 47’ | Marcatori | 53’, 90’ D'Angelo 55’ Paiva 78’ Bengondo |

| Arbitro: | Jancevski |

|                        |           |  |
| Paiva 16’ Foschini 41’ | Marcatori |  |

| Arbitro: | San |

|                           |           |              |
| Marazzi 57’ De Pierro 81’ | Marcatori | 15’ Bengondo |

#### Prima fase, girone di ritorno
| Arbitro: | Superczynski |

|                                               |           |                             |
| Bengondo 27’ Paiva 37’ D'Angelo 40’ Çiçek 47’ | Marcatori | 17’ Avanzini 42’ Vonlanthen |

| Arbitro: | Jancevski |

|                |           |            |
| Mihajlović 80’ | Marcatori | 90’ Akanji |

| Arbitro: | Gut |

|                       |           |                         |
| Mustafi 27’, 58’, 78’ | Marcatori | 49’ Çiçek 70’ Tighazoui |

| Arbitro: | Hänni |

|                                             |           |                  |
| Paiva 38’ Schnorf 56’ (aut.) Marchesano 72’ | Marcatori | 9’ Tadić 45’ Gül |

| Winterthur 1º novembre 2014, ore 17:45 CET 14ª giornata | Winterthur | 0 – 0 referto | Lugano | Stadion Schützenwiese (3 100 spett.)\| Arbitro: \| Schnyder \| |
| Arbitro:                                                | Schnyder   |               |        |                                                                |

| Arbitro: | Staubli |

|  |           |                                  |
|  | Marcatori | 24’, 30’ Bengondo 87’ Marchesano |

| Arbitro: | Superczynski |

|  |           |                   |
|  | Marcatori | 19’ (rig.) Dupuis |

| Arbitro: | Huwiler |

|                         |           |                        |
| Siegrist 63’ Safari 74’ | Marcatori | 46’ Bengondo 61’ Paiva |

| Arbitro: | Jancevski |

|            |           |  |
| Ramizi 83’ | Marcatori |  |

#### Seconda fase, girone di andata
| Arbitro: | Erlachner |

|                           |           |             |
| Foschini 36’ Krasniqi 88’ | Marcatori | 82’ Sessolo |

| Arbitro: | Studer |

|                                        |           |          |
| Ukoh 30’ Cidimar 45’, 76’ Peyretti 84’ | Marcatori | 4’ Paiva |

| Arbitro: | Jancevski |

|                          |           |                        |
| Stillhart 49’ Koller 67’ | Marcatori | 57’ Krasniqi 65’ Paiva |

| Arbitro: | Gut |

|                       |           |               |
| Çiçek 8’ Foschini 17’ | Marcatori | 58’ Almerares |

| Arbitro: | Ovcharov |

|                             |           |           |
| Gazzetta 58’ Vonlanthen 63’ | Marcatori | 69’ Paiva |

| Arbitro: | Tschudi |

|                                              |           |               |
| Foschini 7’ Bengondo 11’ Paiva 50’ Nushi 90’ | Marcatori | 90’ Dessarzin |

| Arbitro: | Amhof |

|                                 |           |  |
| Rossini 66’, 68’ Cortelezzi 89’ | Marcatori |  |

| Arbitro: | Gut |

|           |           |                     |
| Çiçek 22’ | Marcatori | 7’ Pezzoni 55’ Rapp |

| Winterthur 11 aprile 2015, ore 17:45 CEST 27ª giornata | Winterthur | 0 – 0 referto | Chiasso | Stadion Schützenwiese (2 500 spett.)\| Arbitro: \| Ovcharov \| |
| Arbitro:                                               | Ovcharov   |               |         |                                                                |

#### Seconda fase, girone di ritorno
| Arbitro: | Huwiler |

|                                  |           |                            |
| Tadić 29’ Mariani 57’ Santos 65’ | Marcatori | 78’ Bengondo 88’ Tighazoui |

| Arbitro: | Superczynski |

|  |           |           |
|  | Marcatori | 37’ Bašić |

| Arbitro: | Staubli |

|                           |           |               |
| Schultz 26’ Geissmann 87’ | Marcatori | 82’ Fassnacht |

| Arbitro: | San |

|                                                        |           |                         |
| Foschini 11’ Tighazoui 17’, 40’ Paiva 54’ Bengondo 90’ | Marcatori | 69’ Cidimar 84’ Pimenta |

| Arbitro: | Fähndrich |

|             |           |                                             |
| Dubajić 34’ | Marcatori | 14’ (rig.) Bengondo 77’ Tighazoui 90’ Çiçek |

| Chiasso 17 maggio 2015, ore 15:00 CEST 33ª giornata | Chiasso | 0 – 0 referto | Winterthur | Stadio comunale Riva IV (1 000 spett.)\| Arbitro: \| Tschudi \| |
| Arbitro:                                            | Tschudi |               |            |                                                                 |

| Arbitro: | Schnyder |

|                                                |           |                    |
| Bengondo 5’ (rig.), 69’ Paiva 25’ D'Angelo 60’ | Marcatori | 14’ (rig.) Cerrone |

| Arbitro: | Marri |

|               |           |              |
| Dessarzin 22’ | Marcatori | 75’ D'Angelo |

| Arbitro: | Huwiler |

|                                                       |           |  |
| Tighazoui 26’ Bengondo 59’ Trachsel 77’ Fassnacht 90’ | Marcatori |  |

### Coppa Svizzera
| 23 agosto 2014, ore 17:00 CEST Primo turno | Eschenbach | 1 – 3 | Winterthur |  |

| 21 settembre 2014, ore 14:00 CEST Secondo turno | Winterthur | 0 – 4 | Basilea |  |

## Statistiche

### Statistiche di squadra
| Competizione     | Punti | In casa | In casa | In casa | In casa | In casa | In casa | In trasferta | In trasferta | In trasferta | In trasferta | In trasferta | In trasferta | Totale | Totale | Totale | Totale | Totale | Totale | DR  |
| Competizione     | Punti | G       | V       | N       | P       | Gf      | Gs      | G            | V            | N            | P            | Gf           | Gs           | G      | V      | N      | P      | Gf     | Gs     | DR  |
| ---------------- | ----- | ------- | ------- | ------- | ------- | ------- | ------- | ------------ | ------------ | ------------ | ------------ | ------------ | ------------ | ------ | ------ | ------ | ------ | ------ | ------ | --- |
| Challenge League | 53    | 18      | 12      | 2       | 4       | 40      | 19      | 18           | 3            | 6            | 9            | 25           | 30           | 36     | 15     | 8      | 13     | 65     | 49     | +16 |
| Coppa Svizzera   | -     | 1       | 0       | 0       | 1       | 0       | 4       | 1            | 1            | 0            | 0            | 3            | 1            | 2      | 1      | 0      | 1      | 3      | 5      | -2  |
| Totale           | 53    | 19      | 12      | 2       | 5       | 40      | 23      | 19           | 4            | 6            | 9            | 28           | 31           | 38     | 16     | 8      | 14     | 68     | 54     | +14 |

### Andamento in campionato
| Giornata  | 1 | 2 | 3 | 4 | 5 | 6 | 7 | 8 | 9 | 10 | 11 | 12 | 13 | 14 | 15 | 16 | 17 | 18 | 19 | 20 | 21 | 22 | 23 | 24 | 25 | 26 | 27 | 28 | 29 | 30 | 31 | 32 | 33 | 34 | 35 | 36 |
| --------- | - | - | - | - | - | - | - | - | - | -- | -- | -- | -- | -- | -- | -- | -- | -- | -- | -- | -- | -- | -- | -- | -- | -- | -- | -- | -- | -- | -- | -- | -- | -- | -- | -- |
| Luogo     | C | T | C | C | T | C | T | C | T | C  | T  | T  | C  | C  | T  | C  | T  | T  | C  | T  | T  | C  | T  | C  | T  | C  | C  | T  | C  | T  | C  | T  | T  | C  | T  | C  |
| Risultato | V | P | V | V | N | P | V | V | P | V  | N  | P  | V  | N  | V  | P  | N  | P  | V  | P  | N  | V  | P  | V  | P  | P  | N  | P  | P  | P  | V  | V  | N  | V  | N  | V  |
| Posizione | 1 | 5 | 2 | 2 | 2 | 2 | 2 | 2 | 3 | 2  | 2  | 3  | 3  | 4  | 4  | 4  | 4  | 4  | 4  | 4  | 4  | 4  | 4  | 4  | 4  | 4  | 4  | 4  | 4  | 4  | 4  | 4  | 4  | 4  | 4  | 4  |

Legenda:

Luogo: C = Casa; T = Trasferta. Risultato: V = Vittoria; N = Pareggio; P = Sconfitta.

### Statistiche dei giocatori
| M. Akanji     | 33 | 1  | 4 | 0 |
| P. Baumann    | 2  | 0  | 0 | 0 |
| P. Bengondo   | 32 | 16 | 7 | 1 |
| M. Budimir    | 1  | 0  | 0 | 0 |
| Y. Bünzli     | 0  | 0  | 0 | 0 |
| G. D'Angelo   | 29 | 6  | 6 | 2 |
| A. Dakouri    | 0  | 0  | 0 | 0 |
| J. Elvedi     | 1  | 0  | 0 | 0 |
| C. Fassnacht  | 13 | 2  | 0 | 0 |
| S. Foschini   | 29 | 5  | 1 | 0 |
| S. Hajrović   | 33 | 0  | 3 | 0 |
| D. Iapichino  | 32 | 0  | 3 | 0 |
| S. Iten       | 16 | 0  | 4 | 0 |
| G. Krasniqi   | 15 | 2  | 4 | 0 |
| K. Kuzmanovic | 1  | 0  | 0 | 0 |
| M. Köfler     | 28 | 0  | 1 | 0 |
| T. Lanza      | 2  | 0  | 0 | 0 |
| A. Marchesano | 24 | 2  | 1 | 0 |
| S. Mesonero   | 2  | 0  | 0 | 0 |
| S. Milani     | 9  | 0  | 1 | 0 |
| M. Minder     | 32 | 0  | 2 | 0 |
| D. Moser      | 4  | 0  | 0 | 0 |
| K. Nushi      | 15 | 1  | 0 | 0 |
| P. Paiva      | 35 | 15 | 4 | 0 |
| P. Paulinho   | 28 | 1  | 2 | 2 |
| P. Schuler    | 23 | 0  | 4 | 1 |
| T. Schättin   | 0  | 0  | 0 | 0 |
| A. Tighazoui  | 23 | 6  | 2 | 0 |
| M. Trachsel   | 3  | 1  | 0 | 0 |
| A. Zarković   | 1  | 0  | 0 | 0 |
| T. Çiçek      | 33 | 6  | 4 | 0 |